# 弥渡文庙
弥渡文庙位于云南省大理州弥渡县弥城镇青螺公园内，现为弥渡图书馆。

## 历史
清光绪二十五年（1899年，另说光绪二十七年），赵州知州钱福嗣、弥渡分府李庆恩、弥邑举人黄玉书倡建至圣殿，并建有东西两庑。民国元年（1912年）设弥渡县后，至圣殿改为大成殿，增建棂星门。民国二年（1913年）建后宫。1925年大理地震中受损，次年重修。
民国《弥渡县志稿·卷九·礼俗志》记载，弥渡文庙曾有官方的祭祀活动：“每岁春、秋仲月上丁日致祭、祀以太牢。由地方官主祭”，之后改为孔子诞辰民众自发祭祀（“今则孔子诞日人民自由祀孔、无复旧日之隆重矣”）。
2013年10月23日，弥渡文庙作为“青螺山古建筑群”的一部分公布为第五批大理州文物保护单位。

## 建筑
弥渡文庙坐北向南，原建筑现存大成殿、后稷祠，建筑面积427平方米。大成殿面阔五开间19.2米，进深四开间12.7米，单檐歇山顶抬梁式建筑。后稷祠面阔五开间17.8米，进深四开间10.3米，檐高5.0米，单檐歇山顶抬梁式建筑。弥渡文庙相关碑刻现存《至聖殿重修碑記》，黃玉書撰，立於清光緒二十八年（1902年）。

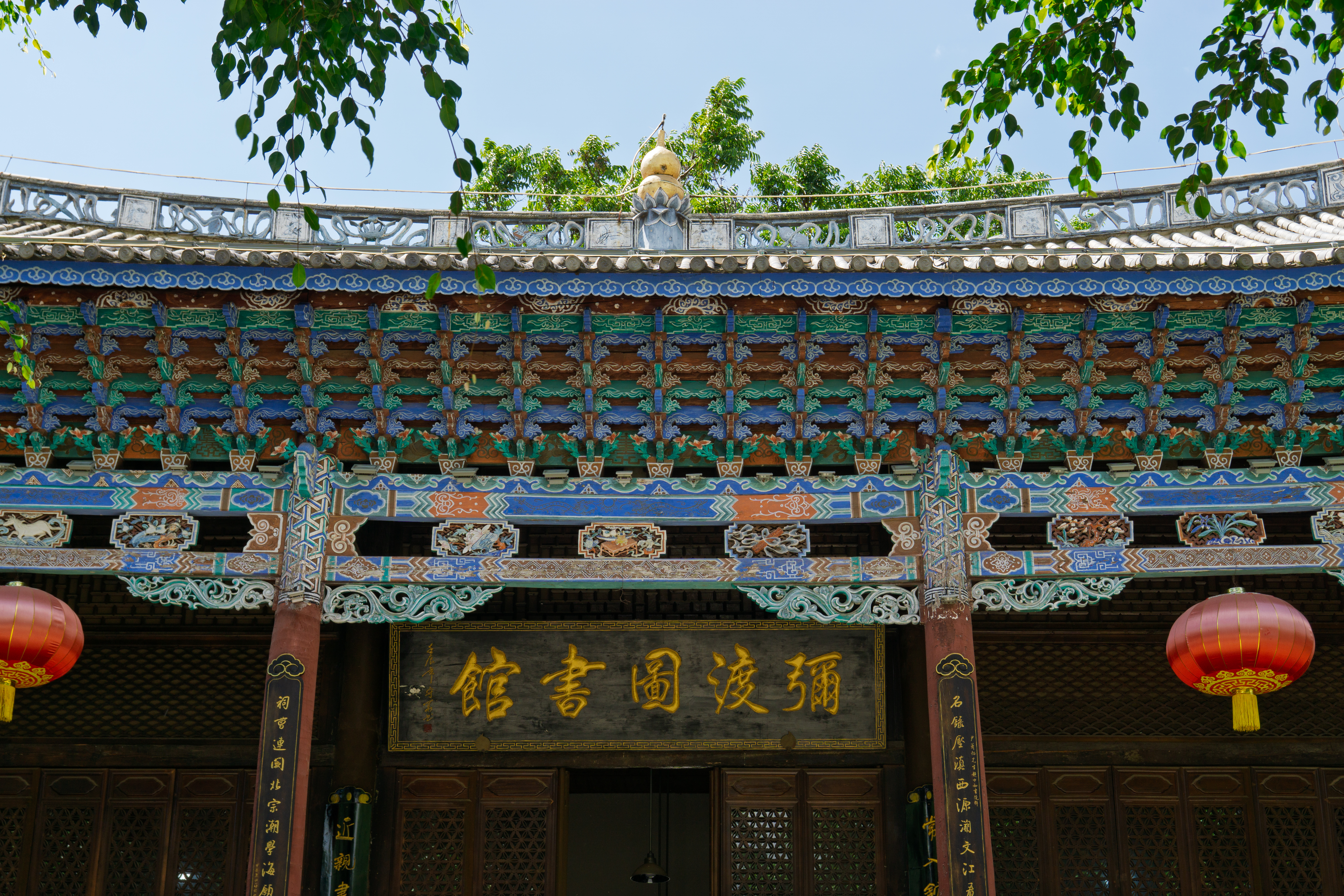
大成殿
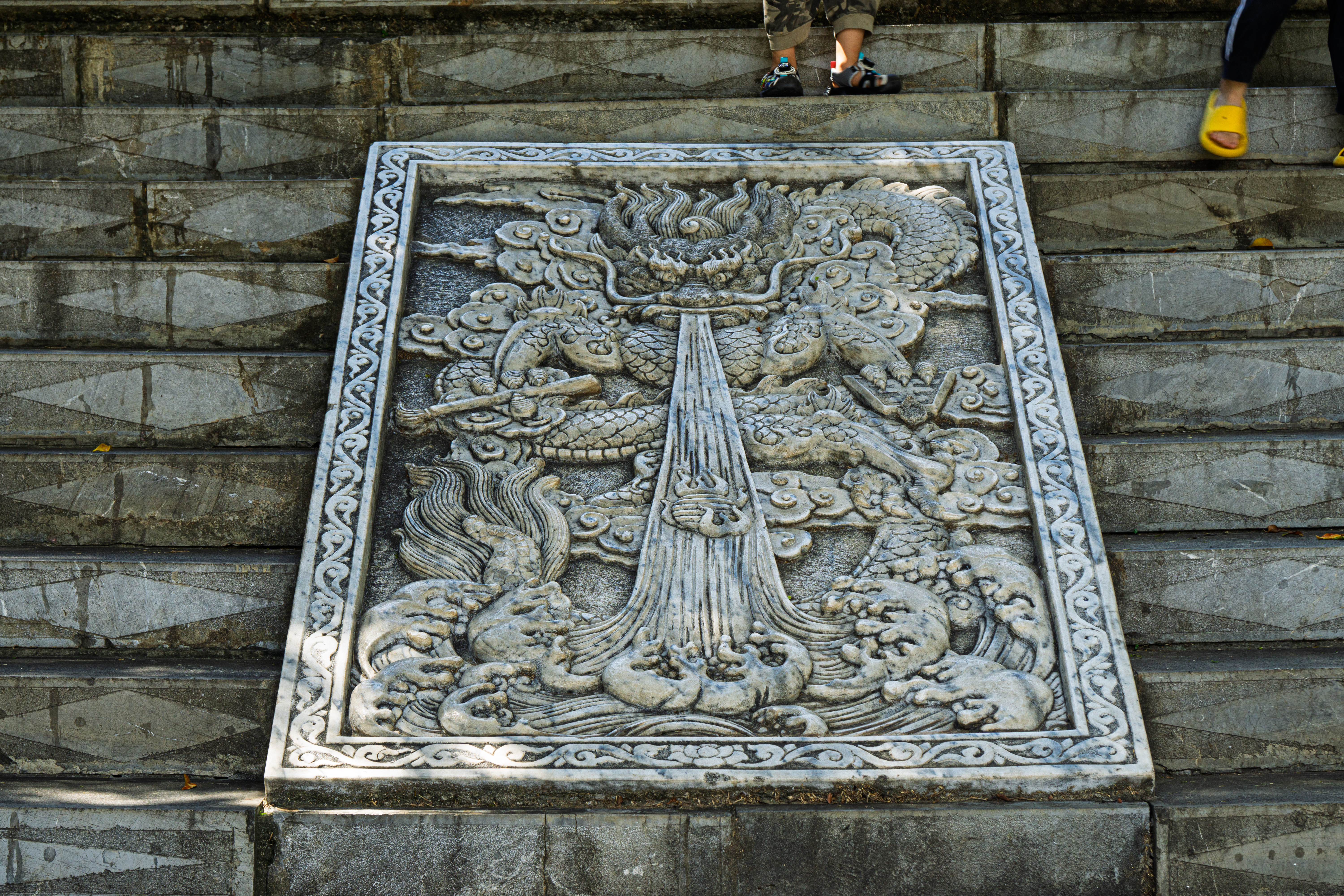
大成殿
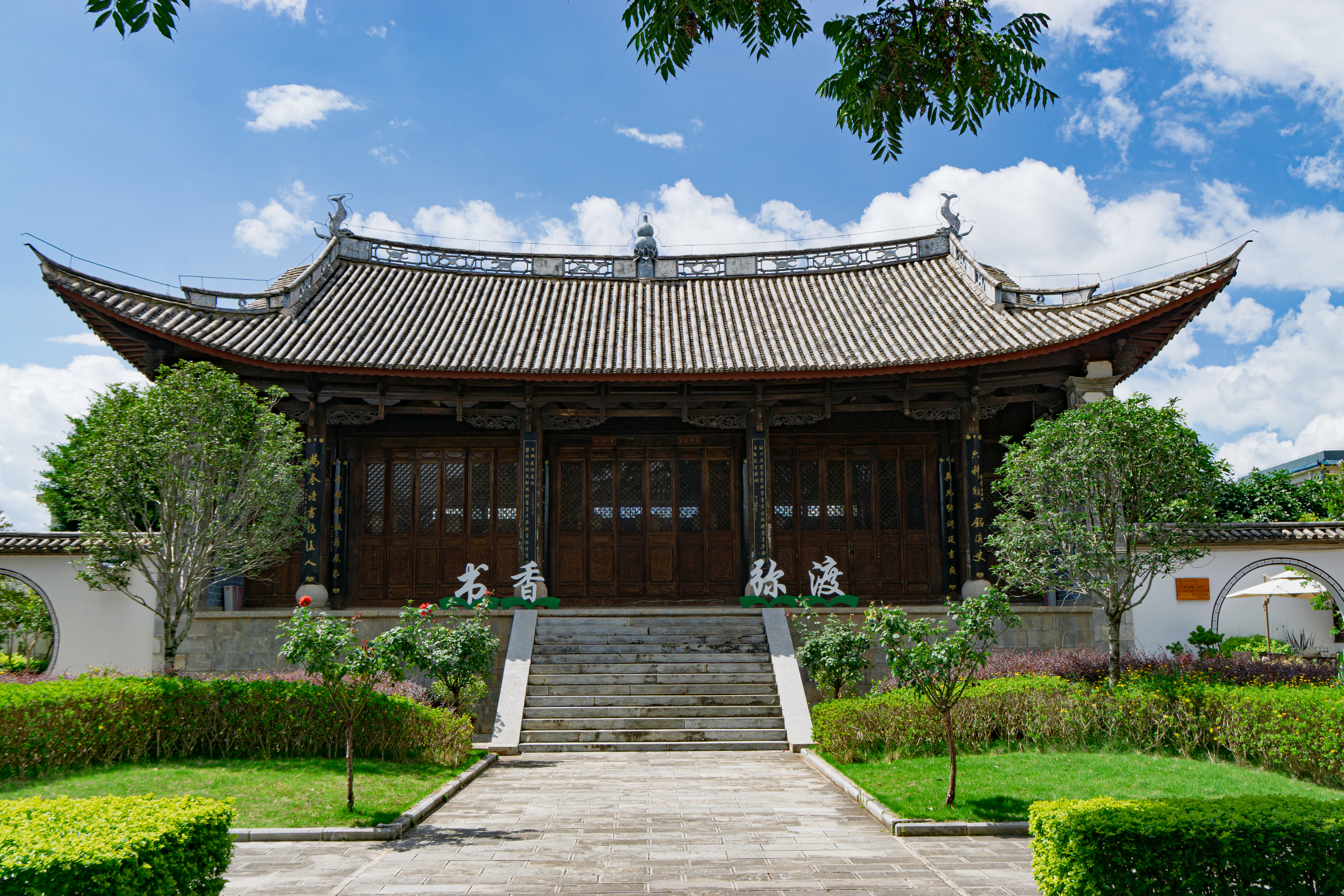
后稷祠